# Procédure innommée
En procédure civile québécoise, une procédure innommée est une procédure qui n'est pas spécifiquement prévue dans les règles d'un Code de procédure civile, mais dont le tribunal a le pouvoir de déterminer la nature et d'appliquer lorsqu'une occasion favorable se présente à lui.
Les deux principales dispositions pertinentes en matière de procédure innommée sont les articles 25 et 49 du Code de procédure civile du Québec

## Article 25
Cette disposition énonce d'une part que la procédure civile a comme finalité de résoudre les litiges et qu'elle sert le droit et non pas l'inverse. D'autre part, la fin de alinéa 2 affirme que s'il existe un moyen de procédure qui n'est pas codifié, le tribunal peut tout de même l'autoriser s'il est utile à l'objectif que le justiciable recherche.

« 25. Les règles du Code sont destinées à favoriser le règlement des différends et des litiges, à faire apparaître le droit et à en assurer la sanction.
Le manquement à une règle qui n’est pas d’ordre public n’empêche pas, s’il y a été remédié en temps utile, de décider une demande; de même, il peut être suppléé à l’absence de moyen pour exercer un droit par toute procédure qui n’est pas incompatible avec les règles que le Code contient. »

## Article 49
Cette règle énonce que les tribunaux ont tous les pouvoirs nécessaires pour exercer leurs compétences. Les tribunaux peuvent rendre des ordonnances appropriées pour les cas où la loi n'a pas prévu de solution. Il existe une règle équivalente en common law pour la procédure pénale.

« 49. Les tribunaux et les juges, tant en première instance qu’en appel, ont tous les pouvoirs nécessaires à l’exercice de leur compétence.
Ils peuvent, à tout moment et en toutes matières, prononcer, même d’office, des injonctions, des ordonnances de protection ou des ordonnances de sauvegarde des droits des parties, pour le temps et aux conditions qu’ils déterminent. De plus, ils peuvent rendre les ordonnances appropriées pour pourvoir aux cas où la loi n’a pas prévu de solution. »